# رابین دی‌آر.۲۰۰
رابین دی‌آر. ۲۰۰ (به انگلیسی: Robin_DR.200) یک هواگرد از نوع هواگرد سبک ساخت شرکت رابین است. هواگرد رابین دی‌آر. ۲۰۰ نخستین پروازش را در 1964 (DR.200) میلادی انجام داد. در مجموع، تعداد ۳۴۸ فروند از این هواگرد ساخته شده‌است.